# Cascais (plaats)
Cascais is een plaats (vila) in de Portugese gemeente Cascais. Tot de bestuurlijke herindeling in 2013 was Cascais een freguesia; na samenvoeging met Estoril is het onderdeel van de nieuwe freguesia Cascais e Estoril. Het lokale bestuur zetelt in Cascais.

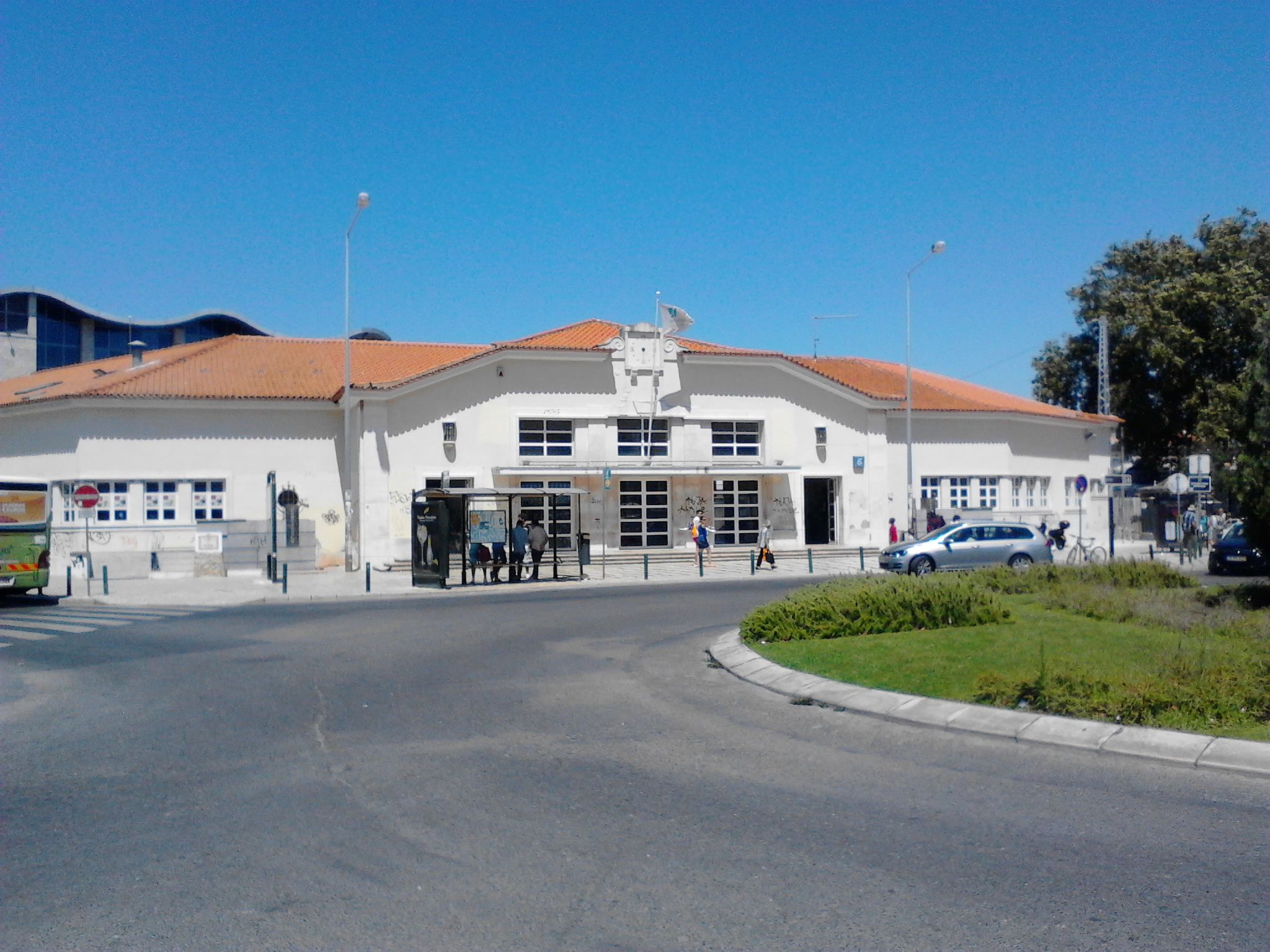
station Cascais in 2016

Cascais is het beginstation van de Linha de Cascais naar  Lissabon.